# سوما ۲۸۱۵
سیارک ۲۸۱۵ (به انگلیسی: 2815 Soma، نامگذاری:1982RL) دو هزار و هشتصد و پانزدهمین سیارک کشف شده‌است که در ۱۵ سپتامبر ۱۹۸۲ کشف شد.
قدر مطلق سیارک برابر ۱۳٫۲۰ است.